# Мамлюкская династия (Дели)
Мамлюкская династия (перс. سلطنت مملوک‎, хинди ग़ुलाम ख़ानदान) — династия мамлюков, правившая в Делийском султанате с 1206 до 1290. Основатель — Кутбуд-дин Айбак.

## История
Мамлюк буквально означает «принадлежащий». Мамлюки были солдатами, рекрутировавшимися из юношей-рабов. Юноши обращались в ислам, обучались арабскому языку и тренировались в закрытых лагерях-интернатах. В 9 веке мамлюки постепенно стали мощной военной кастой, игравшей важную роль в Египте, Леванте, Ираке и Индии. В 1206 году Мухаммад Гури умер, и его султанат был разделен на множество частей, одна из которых досталась Кутб ад-Дину Айбаку. Кутб, после краткой схватки за власть, объявил себя правителем Афганистана и Северной Индии (включая нынешний Пакистан). Однако его правление было недолгим, в 1210 году он умер, и его власть перешла его сыну Арам-шаху. В 1211 году Илтутмиш, наместник Бадауна и зять Кутб-уд-Дина, пошёл походом на Дели, разбил и взял в плен Арам-шаха и вступил на престол.
Султанат под предводительством Илтутмиша установил хорошие отношения с Аббасидским халифатом и сохранил независимость Индии от монголов. После 30 лет междоусобиц, последовавших за смертью Илтутмиша, на престол взошёл Гийас ад-дин Балбан, который успешно оборонял султанат от воинственных раджпутов и монголов.
Династия мамлюков правила до тех пор, пока Джалал ад-дин Фируз Халджи не сверг Муизз ад-дин Кай-Кубада, внука Балбана.

## Делийские султаны из династии мамлюков
| №  | Тронное имя               | Титул                    | Годы правления     | Примечание |
| -- | ------------------------- | ------------------------ | ------------------ | --- |
| 1  | Кутб ад-дин Айбак         | малик Лахора султан Дели | 1192—1206—1210     | Основатель династии. Родился в Афганистане, был представителем туркменского племени халадж. Умер во время игры в поло в Лахоре. |
| 2  | Арам Шах                  | султан                   | 1210—1211          | Сын Кутбуд-дина Айбака. |
| 3  | Шамс ад-дин Илтутмиш      | султан                   | 1211—1236          | Тюрок из знатного рода, но в раннем детстве был продан в рабство. Был женат на дочери Кутбуд-дина Айбака |
| 4  | Рукн ад-дин Фируз-шах I   | султан                   | 1236               | Сын Илтутмиша и его жены Шах-Туркан. При жизни отца был его наместником в Лахоре. Был возведён на престол знатью, не пожелавшей признавать Разию-султан правительницей. Правил 28 дней. |
| 5  | Разия-султан              | султанша                 | 1236—1240          | Первая женщина-правительница в истории средневековой Индии. |
| 6  | Муизз ад-дин Бахрам-шах   | султан                   | 1240—1242          | |
| 7  | Ала ад-дин Масуд-шах      | султан                   | 1242—1246          | |
| 8  | Насир ад-дин Махмуд-шах I | малик Бенгаласултан      | 1227—12291246—1265 | |
| 9  | Гийяс ад-дин Балбан       | малик Бенгаласултан      | 1259—12601265—1287 | В юности Балбан был захвачен в плен монголами, затем продан в рабство Илтутмишу. При Илтутмише занимался укреплением власти султаната в различных провинциях империи. Провёл военную реформу, повысившую боеспособность армии. Около 1279 года нанёс поражение монголам в верхнем Пенджабе. |
| 10 | Муизз ад-дин Кай-Кубад    | султан                   | 1287—1289          | |
| 11 | Шамс ад-дин Кайумарс      | султан                   | 1289—1290          | |